# Camille Radou
Camille Radou (19 aprile 1993) è una nuotatrice francese.

## Palmarès
- Europei giovanili

Belgrado 2008: oro nella 4x100m sl, argento nella 4x200m sl e bronzo nei 200m sl.
Praga 2009: oro nei 200m sl e bronzo nei 100m sl.
- Gymnasiadi

Doha 2009: oro nella 4x100m sl.